# مارتين كيلي
مارتين رونالد كيلي (بالإنجليزية: Martin Ronald Kelly)‏ (مواليد 27 أبريل 1990 في ويستون - إنجلترا) لاعب كرة قدم إنجليزي يلعب حاليا لصالح نادي وست بروميتش ألبيون الإنجليزي في مركز قلب الدفاع كما يجيد اللعب في مركز الظهير.

## روابط خارجية
- مارتين كيلي على موقع الاتحاد الدولي (مؤرشف)  (الإنجليزية)
- مارتين كيلي على موقع الاتحاد الأوربي (الإنجليزية)
- مارتين كيلي على موقع قاعدة بيانات كرة القدم.إي يو (الإنجليزية)
- مارتين كيلي على موقع ناشيونال فوتبول تيمز (الإنجليزية)
- مارتين كيلي على موقع Soccerbase.com (لاعب) (الإنجليزية)
- مارتين كيلي على موقع Soccerway.com (الإنجليزية)
- مارتين كيلي على موقع عالم كرة القدم.نت (الإنجليزية)
- مارتين كيلي على موقع كووورة
- مارتين كيلي على موقع AS.com (الإسبانية)